# Changzhou
Changzhou léase:Chang-Zhóu (en chino, 常州; pinyin, Chángzhōu; literalmente prefectura autónoma común, antiguos nombres: Chang-chou, Changchow, Changchow Ku, Wutsin, se la conoce también como la “ciudad del dragón”) es una ciudad-prefectura en la provincia de Jiangsu, China.
Está ubicada sobre el margen sur del río Yangtsé. Changzhou limita con la capital provincial de Nankín al occidente, con Zhenjiang al noroccidente, con Wuxi al oriente, y con la provincia de Zhejiang al sur.

## Administración
La ciudad prefectura de Changzhou se divide en 5 distritos y 2 ciudades.
- Distrito Zhonglou (钟楼区)
- Distrito Tianning (天宁区)
- Distrito Qishuyan (戚墅堰区)
- Distrito Xinbei (新北区)
- Distrito Wujin (武进区)
- Ciudad Jintan 金坛市)
- Ciudad Liyang (溧阳市)

## Historia
Los restos de una ciudad amurallada situada en el distrito Wujin de Changzhóu indican, que el distrito de wujian fue fundado hace 3000 años al comienzo de la Dinastía Zhou del Oeste,el nombre de Changzhou aparece ya en registros escritos hace 2500 años y la ciudad de Changzhou fue fundada en el año 221 antes de Cristo. En el año 589, el emperador Yangjian, de la Dinastía Sui, le puso el nombre de Changzhou.
Después de que el Gran Canal de China fue construido en el 609 a. C. Changzhou se convirtió en un puerto del canal y punto de transporte para los cereales cultivados en el área, y ha mantenido estas funciones desde entonces. Los condados rurales que rodean Changzhou se caracterizan por la producción de arroz, pesca, té, seda, bambú y fruta.
En la actualidad,es una de las más importantes ciudades industriales de la provincia de Jiangsu. Tiene fábricas textiles, de maquinaria, de trenes, de productos químicos, de diversos productos de la industria ligera y de tejidos de seda.

## Clima
Debido a la ubicación en la zona del delta del Yangtsé,la llanura fluvial constituye el principal accidente geográfico de la ciudad. La región tiene un clima húmedo . Las estaciones son variables durante todo el año. La primavera y el otoño son casi iguales mientras que el verano tiene mucha lluvia. El período de lluvias dura de junio a julio. Durante el verano,es probable que sucedan tifones.
| Parámetros climáticos promedio de Changzhou (1971–2000) | Parámetros climáticos promedio de Changzhou (1971–2000) | Parámetros climáticos promedio de Changzhou (1971–2000) | Parámetros climáticos promedio de Changzhou (1971–2000) | Parámetros climáticos promedio de Changzhou (1971–2000) | Parámetros climáticos promedio de Changzhou (1971–2000) | Parámetros climáticos promedio de Changzhou (1971–2000) | Parámetros climáticos promedio de Changzhou (1971–2000) | Parámetros climáticos promedio de Changzhou (1971–2000) | Parámetros climáticos promedio de Changzhou (1971–2000) | Parámetros climáticos promedio de Changzhou (1971–2000) | Parámetros climáticos promedio de Changzhou (1971–2000) | Parámetros climáticos promedio de Changzhou (1971–2000) | Parámetros climáticos promedio de Changzhou (1971–2000) |
| Mes                                                     | Ene.                                                    | Feb.                                                    | Mar.                                                    | Abr.                                                    | May.                                                    | Jun.                                                    | Jul.                                                    | Ago.                                                    | Sep.                                                    | Oct.                                                    | Nov.                                                    | Dic.                                                    | Anual                                                   |
| ------------------------------------------------------- | ------------------------------------------------------- | ------------------------------------------------------- | ------------------------------------------------------- | ------------------------------------------------------- | ------------------------------------------------------- | ------------------------------------------------------- | ------------------------------------------------------- | ------------------------------------------------------- | ------------------------------------------------------- | ------------------------------------------------------- | ------------------------------------------------------- | ------------------------------------------------------- | ------------------------------------------------------- |
| Temp. máx. media (°C)                                   | 7.1                                                     | 8.6                                                     | 12.9                                                    | 19.6                                                    | 25.1                                                    | 28.3                                                    | 31.8                                                    | 31.6                                                    | 27.1                                                    | 22.2                                                    | 16.0                                                    | 10.0                                                    | 20                                                      |
| Temp. mín. media (°C)                                   | 0.0                                                     | 1.4                                                     | 5.2                                                     | 10.9                                                    | 16.3                                                    | 20.9                                                    | 25.0                                                    | 24.7                                                    | 20.1                                                    | 14.3                                                    | 7.9                                                     | 2.0                                                     | 12.4                                                    |
| Precipitación total (mm)                                | 44.6                                                    | 53.7                                                    | 89.2                                                    | 81.2                                                    | 102.4                                                   | 189.3                                                   | 171.7                                                   | 116.1                                                   | 92.2                                                    | 68.7                                                    | 52.7                                                    | 29.6                                                    | 1091.4                                                  |
| Días de precipitaciones (≥ 0.1 mm)                      | 8.7                                                     | 9.8                                                     | 13.0                                                    | 11.4                                                    | 11.7                                                    | 12.8                                                    | 12.8                                                    | 11.3                                                    | 9.5                                                     | 8.7                                                     | 7.0                                                     | 6.1                                                     | 122.8                                                   |
| Fuente:                                                 |                                                         |                                                         |                                                         |                                                         |                                                         |                                                         |                                                         |                                                         |                                                         |                                                         |                                                         |                                                         |                                                         |